# Modestia (cristianismo)

## Concepto
Modestia quiere decir moderación, control, gobierno de una cosa, y tiene sentidos diversos.
Para S. Tomás (cfr. Sum. Th. 2-2 gg143,160,168-169) es parte potencial de la templanza, es decir, se encuadra en ella, sin realizarla en todo su alcance; así, es virtud complementaria y auxiliar de la cuarta virtud cardinal. En su sentido más amplio la modestia es, pues, una virtud que dirige y ordena diversos apetitos y actos internos o externos relacionados con la templanza. A ella se opone la inmodestia, que es el de la falta de moderación en tales actos. 
Tradicionalmente se distinguen cuatro especies de modestia , dos para los actos internos y dos para los externos: 
a) la humildad que modera el afán de superioridad;
b) la estudioso o afán de saber, que estimula a la búsqueda de la verdad y frena el deseo de saber lo que excede nuestra capacidad;
c) la modestia en el comportamiento, en las costumbres;
d) la modestia en el adorno (cfr. P. Lumbreras, De fortitudine et temperantia, Roma 1939, nos. 159 y 307-363).
Estas dos últimas especies son las que constituyen más estrictamente la virtud de la modestia que se refiere a ciertas manifestaciones externas de las personas, moderándolas y componiéndolas según la razón: impone el cuidado de actitudes y comportamientos externos (vestidos, ornato, posturas, etc.); busca la corrección sin artificio ni vulgaridad; mantiene un justo medio entre el cuidado exagerado y el desaliño.
El concepto actual suele ser más específico. Se refiere a los comportamientos relacionados con la castidad. Y en tal sentido es la virtud que gobierna nuestras acciones, gestos y actitudes de modo que, en lo posible, no demos a los demás -ni a nosotros mismos- ocasión de apetencias sexuales desordenadas. No se identifica con la pureza o castidad, ni siquiera con el pudor. Es defensa externa al mismo tiempo que efecto del pudor, y protección remota de la castidad. Mantiene la dignidad de las personas, imponiendo la dirección de la parte superior a las actitudes rebeldes de la inferior en el campo de los sentidos y del instinto sexual. Así protege también contra la impureza.
Se comprende la importancia de promover y educar la modestia, tanto para preservar la castidad individual como para promover la moralidad pública, y en general para hacer respetar la dignidad humana mientras uno mismo la respeta. En su aplicación depende en buena parte de las condiciones de tiempo y lugar, así como de las circunstancias de las mismas personas por quienes y ante quienes se practica. Actitudes inmodestas e incluso provocativas ante extraños o en público pueden ser correctas en la intimidad, ante los propios padres o hermanos, entre personas del mismo sexo, en unas edades y no en otras. Del mismo modo, vestidos y ademanes que en un tiempo o en un país sean inmodestos o provocativos, pueden no serlo en otra época o en otra sociedad, en fuerza de la costumbre, de la educación recibida, etc. Con todo, como la moda tiene una repercusión social, hay ciertas actitudes que se deben juzgar de manera absoluta y no solo con relación a determinadas clases o personas de la sociedad.
La modestia no es negación o renuncia, ni siquiera descuido o menosprecio de la belleza de formas y ademanes, de cierta elegancia buscada digna y moderadamente, que disimule defectos y aun realce sin desorden el atractivo natural de las personas. No se la favorece con el descuido del arreglo personal o de modas indecentes. Se la favorece, más bien, comportándose con buen gusto y modernidad, al mismo tiempo que con corrección y dignidad. La ligereza vana y provocativa, que lleva la atención de los sentidos hacia el cuerpo, excitando la pasión sensual, es censurable. El ornato que da gracia digna y suscita atracción hacia la persona en todo su ser, conforme a la jerarquía de sus valores, es laudable; y aun una forma de apostolado entre las personas que buscan la santidad en medio del mundo.
La modestia tiene como término principal de su ejercicio el propio cuerpo y el cuerpo de los demás, en cuanto coopera con el sano pudor. Sobre el propio cuerpo, el poder aplicar convenientemente la vista sin turbarse pudibundamente, es una condición que conviene adquirir. Ello favorecerá la calma de los sentidos y permitirá a la mente mantenerse en un ambiente de pureza. Sobre el cuerpo de los demás se deben evitar las miradas curiosas, detenidas intencionadamente en las formas características del sexo o en partes del cuerpo que la corrección y la delicadeza sustraen a la vista ajena.
Ayudará a conseguir el debido respeto al cuerpo humano el considerar su condición; no está solo al servicio del alma, sino que pertenece con ella a la constitución de la persona, participa de su dignidad, es acreedor del respeto debido al ser humano; juntamente con el alma, es santificado por la gracia y se convierte así en templo del Espíritu Santo, en miembro del Cuerpo místico de Jesucristo. La contemplación morosa del cuerpo puede ser incluso grave, cuando se la busca o mantiene previendo que sobrevendrá, o experimentando de hecho, una excitación carnal fuerte (v. lujuria). Por eso es intolerable, aun en sitios de baño, el desnudo completo en personas adultas, cuando concurren los dos sexos; y aun cuando se hallen tan solo personas del mismo, al menos si la costumbre, la edad, el ambiente, la clase y condición de las personas no garantizan la debida corrección.
Quien cultive con esmero la modestia en forma delicada, pero serena, no se perjudica, sino que gana en virtud, cuando llega a practicar con cierta naturalidad todos aquellos actos, que, siendo objeto del pudor por una parte, son por otra necesarios o convenientes en la vida. Debe lograrse, por tanto, una modestia que no se ruborice de atender con limpieza de mente a los cuidados higiénicos más íntimos respecto de sí mismo y, aun de otros, cuando lo exige la profesión o los deberes familiares; de aparecer en trajes adecuados al realizar el deporte, de estudiar serenamente las verdaderas obras de arte, etcétera. Sin embargo, cuando se cultiva de verdad la modestia, nada de eso se convertirá en pretexto para una sensualidad camuflada o para una lujuria larvada.

## Modestia femenina en particular
La modestia en la mujer tiene una manifestación propia en el uso discreto de los adornos que contribuyen a conservar y ennoblecer la belleza, o a disimular y encubrir los defectos naturales. Hay cuidados del vestido, del rostro, de la piel, del cabello, de las manos y uñas, que en sí no tienen nada de censurable, cuando no exceden las conveniencias del buen gusto, ni forman una vanidad obsesiva, ni exigen tiempo y gastos que no se le deben conceder. En todo caso han de estar animados de una intención recta, y en definitiva deben suponer un valor más en el progreso de la sociedad. Pero hay mucho peligro de malgastar tiempo y dinero en artificios que, más que realzar las dotes naturales, desequilibran y aun invierten los valores de la persona, aumentando los incentivos corporales a expensas de la discreción, madurez y cualidades del alma. De ahí que algunos Padres de la Iglesia, inspirándose en la S. Escritura, denunciaran con expresiones durísimas las pinturas femeninas exageradas, como incentivos del vicio. Pero son admisibles las que determina un honesto deseo de resultar agradable en sociedad; particularmente en relación con las personas íntimas, familiares, novio, cónyuge. E incluso pueden ser laudables los artificios de la cirugía estética, cuando se trata de disimular defectos somáticos.

## La moda
Restringiendo su concepto al modo de vestir, es buena cuando salva el pudor, en el respeto que exige la dignidad de la persona. Aceptarla acomodándose a ella, y, sobre todo, contribuir a su implantación en la sociedad, está estrechamente relacionada con la modestia. Pero también con otros aspectos de la vida: empleo de tiempo y dinero, vanidad, exhibicionismo, etc. Su variación es desde luego interés de modistos y comerciantes, que fomentan esta inclinación femenina. Buscarla con el fin de corregir excesos o mejorar detalles de la que está en vigor, es laudable. Seguir las ya existentes, mientras sean honestas no es reprobable. Pero los cambios han de hacerse sin sacrificar nunca el fin y las exigencias del vestido. Cualquier vestido introducido por una moda debe ser honesto, es decir, ni su hechura ni sus proporciones puedan ser tales que, por lo que destaquen las formas del cuerpo o por lo que dejen ver o adivinar, den ocasión de pecado. Es grave la responsabilidad de los que inventan modas audaces y de los que contribuyen a que sean aceptadas en la sociedad, promoviendo un ambiente de sensualidad y erotismo.

## Modestia cristiana
El mejor apostolado de la modestia consistirá entonces en buscar, dentro de la moda establecida, un término medio que evite tanto la procacidad, con la que no se debe cooperar nunca, como la ranciedad desfasada que suscita el desprecio. La mujer cristiana, con entereza y valentía, no debe doblegarse servilmente al imperativo de modas inmodestas. Y desde luego tiene que actuar y organizarse para combatir la tendencia hacia el desnudismo «naturalista».
La Iglesia tiene el derecho y el deber pastoral de orientar a los cristianos para que las modas no desdigan de las exigencias de la modestia; con mayor razón puede determinar las condiciones de modestia exterior que deben cumplirse en el acceso al templo para visitarlo, y sobre todo para participar en los actos del culto y en la recepción de los Sacramentos.